# Nicolas Hotman

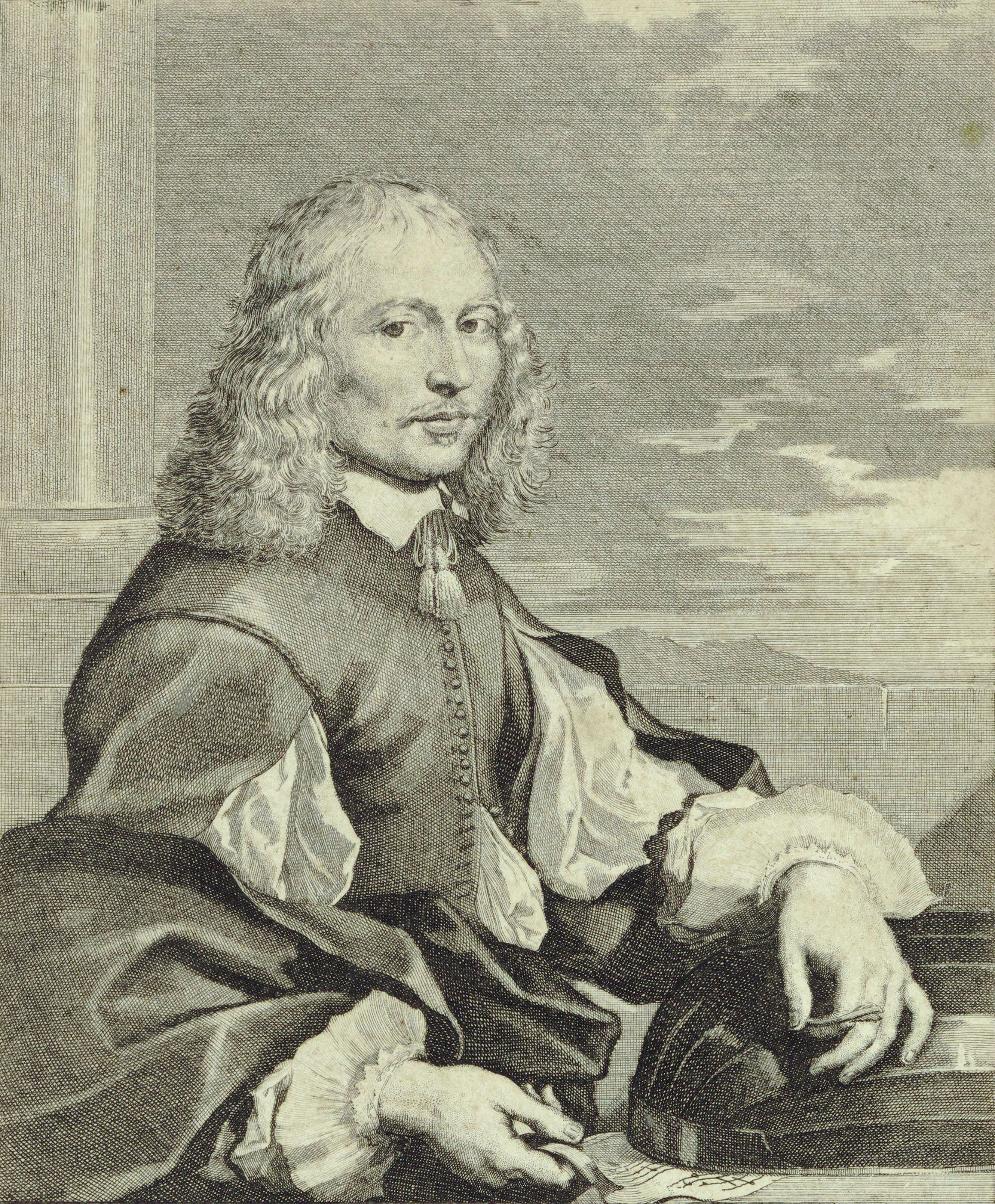
Nicolas Hotmann, 1650

Nicolas Hotman (* vor 1614; † im April 1663) war ein französischer Komponist, Lautenist und Gambist.

## Leben
Nicolas Hotman wurde vermutlich in Brüssel geboren und entstammte einer Familie von Geigenbauern aus Antwerpen und einer Familie von Eisengießern aus Dinant. Nach dem Tode des Vaters im Jahr 1620 siedelte er mit seiner Mutter Jeanne de Saint-Hubert nach Paris über. Hotmann wurde vermutlich von André Maugars unterrichtet. 1629 heiratete er Anne Paris, die Tochter eines Stadtschreibers, die wenig Interesse an der Musik zeigte, weshalb er sich zusätzlich Börsen- und Immobiliengeschäften zuwandte.
Dennoch erwähnte ihn bereits 1636 Marin Mersenne als einen der besten Gambisten und Theorbenspieler seiner Zeit. In Nachfolge von Louis Couperin wurde er 1661 mit Sébastien Le Camus zum Ordinaire de la Musique de Chambre du Roi ernannt. Er verstarb nur drei Jahre später.
Hotman begründete die französische Gambenschule. Er war vermutlich der Lehrer von Monsieur Demachy und Monsieur de Sainte-Colombe und beeinflusste bedeutende französische Gambenvirtuosen wie Marin Marais, Louis de Caix d’Hervelois und Antoine Forqueray. Seine Kompositionen für die Viola da gamba und die Theorbe sind spieltechnisch schwierig und fanden im Verhältnis zu seinem Bekanntheitsgrad nur geringe Verbreitung. Sie verdeutlichen aber, dass Hotman ein virtuoser Instrumentalist gewesen sein muss.

## Werke
- Die Sammlung Airs à boire à trois parties wurde ein Jahr nach seinem Tod veröffentlicht.
- Eine Suite, benannt: Suitte de Monsieur Otteman Allemande, Courrante et son double, Sarabande et son double und einer Gigue.